# São Simão (São Paulo)
São Simão is een gemeente in de Braziliaanse deelstaat São Paulo. De gemeente telt 14.329 inwoners (schatting 2009).

## Aangrenzende gemeenten
De gemeente grenst aan Cajuru, Cravinhos, Luís Antônio, Santa Rita do Passa Quatro, Santa Rosa de Viterbo en Serra Azul.